# Saison 2014-2015 du Tottenham Hotspur FC
Maillots
Chronologie
Saison précédente Saison suivante
La saison 2014-2015 de Tottenham Hotspur FC est la 23e saison du club en Premier League. Cette saison est la première avec l'Argentin Mauricio Pochettino au poste d'entraîneur, et est également la saison qui a vu l'émergence du jeune attaquant anglais Harry Kane.
Le club se qualifie une nouvelle fois pour la Ligue Europa en terminant à la 5e place du championnat d'Angleterre avec un total de 64 points. Pour la 8e fois de son histoire, Tottenham Hotspur participe à une finale de League Cup, sept années après la dernière, face au Chelsea FC (défaite 2-0). Don nombreuses individualités se démarquent de l'effectif des Spurs et sont saluées, c'est notamment le cas de Christian Eriksen, Nacer Chadli, le gardien Hugo Lloris ou encore Harry Kane qui termine meilleur buteur du club avec 31 réalisations et connaît une ascension fulgurante.

## Transferts
| Nom                | Poste             | Nationalité | Transfert | Indemnité         | Mercato         | Provenance/Destination |  |
| Arrivées           |                   |             |           |                   |                 |                        |  |
| Ben Davies         | Défenseur         | Autriche    | Transfert | 4,3 millions d'€  | Mercato d'été   |                        |  |
| Michel Vorm        | Défenseur         | Angleterre  | Transfert | 3,5 millions d'€  | Mercato d'été   |                        |  |
| DeAndre Yedlin     | Défenseur         | États-Unis  | Transfert | 11,5 millions d'€ | Mercato d'été   |                        |  |
| Eric Dier          | Attaquant         | Angleterre  | Transfert | 8,3 millions d'€  | Mercato d'été   |                        |  |
| Federico Fazio     | Défenseur         | Argentine   | Transfert | 22 millions d'€   | Mercato d'été   |                        |  |
| Benjamin Stambouli | Milieu de terrain | France      | Transfert | Gratuit           | Mercato d'hiver |                        |  |
| Dele Alli          | Milieu de terrain | Angleterre  | Transfert | 8,3 millions d'€  | Mercato d'hiver |                        |  |

## Championnat d'Angleterre 2014-2015

### Classement
| Rang | Équipe                | Pts | J  | G  | N  | P  | Bp | Bc | Diff |
| ---- | --------------------- | --- | -- | -- | -- | -- | -- | -- | ---- |
| 1    | Chelsea FC L          | 87  | 38 | 26 | 9  | 3  | 73 | 32 | +41  |
| 2    | Manchester City T     | 79  | 38 | 24 | 7  | 7  | 83 | 38 | +45  |
| 3    | Arsenal FC S C        | 75  | 38 | 22 | 9  | 7  | 71 | 36 | +35  |
| 4    | Manchester United     | 70  | 38 | 20 | 10 | 8  | 62 | 37 | +25  |
| 5    | Tottenham Hotspur     | 64  | 38 | 19 | 8  | 11 | 58 | 53 | +5   |
| 6    | Liverpool FC          | 62  | 38 | 18 | 8  | 12 | 52 | 48 | +4   |
| 7    | Southampton FC        | 60  | 38 | 18 | 6  | 14 | 54 | 33 | +21  |
| 8    | Swansea City          | 56  | 38 | 16 | 8  | 14 | 46 | 49 | -3   |
| 9    | Stoke City            | 54  | 38 | 15 | 9  | 14 | 48 | 45 | +3   |
| 10   | Crystal Palace FC     | 48  | 38 | 13 | 9  | 16 | 47 | 51 | -4   |
| 11   | Everton FC            | 47  | 38 | 12 | 11 | 15 | 48 | 50 | -2   |
| 12   | West Ham United       | 47  | 38 | 12 | 11 | 15 | 44 | 47 | -3   |
| 13   | West Bromwich Albion  | 44  | 38 | 11 | 11 | 16 | 38 | 51 | -13  |
| 14   | Leicester City P      | 41  | 38 | 11 | 8  | 19 | 46 | 55 | -9   |
| 15   | Newcastle United      | 39  | 38 | 10 | 9  | 19 | 40 | 63 | -23  |
| 16   | Sunderland AFC        | 38  | 38 | 7  | 17 | 14 | 31 | 53 | -22  |
| 17   | Aston Villa FC        | 38  | 38 | 10 | 8  | 20 | 31 | 57 | -26  |
| 18   | Hull City             | 35  | 38 | 8  | 11 | 19 | 33 | 51 | -18  |
| 19   | Burnley FC P          | 33  | 38 | 7  | 12 | 19 | 28 | 53 | -25  |
| 20   | Queens Park Rangers P | 30  | 38 | 8  | 6  | 24 | 42 | 73 | -31  |

Qualifications européennes
Ligue des champions 2015-2016
- 1er 2e et 3e : phase de groupes
- 4e : tour de barrages pour non-champions

Ligue Europa 2015-2016
- 5e  et 6e : phase de groupes
- 7e : 3e tour de qualification
- Prix du fair-play UEFA : 1er tour de qualification

Relégation
- 18e, 19e et 20e : relégation en Championship

Abréviations
T : Tenant du titre

C : Vainqueur de la FA Cup 2014-2015

L : Vainqueur de la Capital One Cup 2014-2015

S : Vainqueur du Community Shield 2014

P : Promus de Championship

### Résultats
| Date              | Journée | Adversaire           | Lieu | Score | Buteurs de Tottenham Hotspur                              | Class. | Public |
| ----------------- | ------- | -------------------- | ---- | ----- | --------------------------------------------------------- | ------ | ------ |
| 16 août 2014      | 1       | West Ham United      | Ext. | 0 - 1 | Dier 90+3e                                                | 3e     | 34 977 |
| 24 août 2014      | 2       | Queens Park Rangers  | Dom. | 4 - 0 | Chadli 12e 37e, Dier 30e, Adebayor 65e                    | 1er    | 36 109 |
| 31 août 2014      | 3       | Liverpool FC         | Dom. | 0 - 3 | -                                                         | 6e     | 36 130 |
| 13 septembre 2014 | 4       | Sunderland           | Ext. | 2 - 2 | Chadli 2e, Eriksen 48e                                    | 6e     | 40 799 |
| 21 septembre 2014 | 5       | West Bromwich Albion | Dom. | 0 - 1 | -                                                         | 9e     | 35 861 |
| 27 septembre 2014 | 6       | Arsenal FC           | Ext. | 1 - 1 | Chadli 56e                                                | 8e     | 59 900 |
| 5 octobre 2014    | 7       | Southampton FC       | Dom. | 1 - 0 | Eriksen 40e                                               | 6e     | 35 564 |
| 18 octobre 2014   | 8       | Manchester City      | Ext. | 4 - 1 | Eriksen 15e                                               | 8e     | 45 549 |
| 26 octobre 2014   | 9       | Newcastle United     | Dom. | 1 - 2 | Adebayor 18e                                              | 11e    | 35 650 |
| 2 novembre 2014   | 10      | Aston Villa          | Ext. | 1 - 2 | Chadli 84e, Kane 90e (cf.)                                | 8e     | 32 049 |
| 9 novembre 2014   | 11      | Stoke City           | Dom. | 1 - 2 | Chadli 77e                                                | 12e    | 35 699 |
| 23 novembre 2014  | 12      | Hull City            | Ext. | 1 - 2 | Kane 62e, Eriksen 90e                                     | 10e    | 23 561 |
| 30 novembre 2014  | 13      | Everton FC           | Dom. | 2 - 1 | Eriksen 21e, Soldado 45+1e                                | 7e     | 35 901 |
| 3 décembre 2014   | 14      | Chelsea FC           | Ext. | 3 - 0 | -                                                         | 10e    | 41 518 |
| 6 décembre 2014   | 15      | Crystal Palace       | Dom. | 0 - 0 | -                                                         | 10e    | 35 860 |
| 14 décembre 2014  | 16      | Swansea City         | Ext. | 1 - 2 | Kane 4e, Eriksen 89e                                      | 7e     | 20 650 |
| 20 décembre 2014  | 17      | Burnley FC           | Dom. | 2 - 1 | Kane 21e, Lamela 35e                                      | 6e     | 35 681 |
| 26 décembre 2014  | 18      | Leicester City       | Ext. | 1 - 2 | Kane 1re, Eriksen 71e (cf.)                               | 7e     | 31 870 |
| 28 décembre 2014  | 19      | Manchester United    | Dom. | 0 - 0 | -                                                         | 7e     | 35 711 |
| 1er janvier 2015  | 20      | Chelsea FC           | Dom. | 5 - 3 | Kane 30e 52e, Rose 44e, Townsend 45+4e (pen.), Chadli 78e | 5e     | 35 903 |
| 10 janvier 2015   | 21      | Crystal Palace       | Ext. | 2 - 1 | Kane 48e                                                  | 5e     | 24 193 |
| 17 janvier 2015   | 22      | Sunderland           | Dom. | 2 - 1 | O'Shea 3e (csc), Eriksen 88e                              | 5e     | 35 973 |
| 31 janvier 2015   | 23      | West Bromwich Albion | Ext. | 0 - 3 | Eriksen 6e (cf.), Kane 15e 64e (pen.)                     | 5e     | 25 079 |
| 7 février 2015    | 24      | Arsenal FC           | Dom. | 2 - 1 | Kane 56e 86e                                              | 5e     | 35 659 |
| 10 février 2015   | 25      | Liverpool FC         | Ext. | 3 - 2 | Kane 26e, Dembélé 61e                                     | 6e     | 44 577 |
| 22 février 2015   | 26      | West Ham United      | Dom. | 2 - 2 | Rose 81e, Kane 90+6e                                      | 7e     | 35 837 |
| 4 mars 2015       | 27      | Swansea City         | Dom. | 3 - 2 | Chadli 7e, Mason 51e, Townsend 60e                        | 7e     | 34 008 |
| 7 mars 2015       | 28      | Queens Park Rangers  | Ext. | 1 - 2 | Kane 34e 68e                                              | 6e     | 17 992 |
| 15 mars 2015      | 29      | Manchester United    | Ext  | 3 - 0 |                                                           | 7e     | 75 112 |
| 21 mars 2015      | 30      | Leicester City       | Dom. | 4 - 3 | Kane 6e 13e 64e (pen.), Schlupp 85e (csc)                 | 7e     | 35 590 |
| 5 avril 2015      | 31      | Burnley FC           | Ext. | 0 - 0 |                                                           | 6e     | 18 829 |
| 11 avril 2015     | 32      | Aston Villa          | Dom. | 0 - 1 |                                                           | 7e     | 35 687 |
| 19 avril 2015     | 33      | Newcastle United     | Ext. | 1 - 3 | Chadli 30e, Eriksen 53e (c.f.), Kane 90+1e                | 6e     | 47 427 |
| 25 avril 2015     | 34      | Southampton FC       | Ext. | 2 - 2 | Lamela 43e, Chadli 70e                                    | 6e     | 31 622 |
| 3 mai 2015        | 35      | Manchester City      | Dom. | 0 - 1 |                                                           | 6e     | 35 784 |
| 9 mai 2015        | 36      | Stoke City           | Ext. | 3 - 0 |                                                           | 6e     | 27 104 |
| 16 mai 2015       | 37      | Hull City            | Dom. | 2 - 0 | Chadli 54e, Rose 61e                                      | 6e     | 35 857 |
| 24 mai 2015       | 38      | Everton FC           | Ext. | 0 - 1 | Kane 24e                                                  | 5e     | 39 365 |

#### Match Tottenham Hotspur 5-3 Chelsea FC (1erjanvier 2015)
Le 1er janvier 2015, Tottenham, 7e de la Premier League, reçoit Chelsea alors leader, à White Hart Lane. Alors que les Blues avaient ouverts le score par Diego Costa (18e), la jeune révélation des Spurs, Harry Kane égalise (1-1 ; 30e). Tottenham prend l'avantage à la mi-temps grâce à un penalty transformé par Andros Townsend, précédé par un but de Danny Rose (3-1). Kane marque encore une fois à l'entame de la seconde période pour porter le score à 4-1 avant que Eden Hazard ne réduise l'écart (61e). Nacer Chadli marque le but du 5-2 puis Terry sauve l'honneur de Chelsea.

### Récompenses
- Harry Kane est élu joueur du mois de Premier League en janvier et février 2015
- Avec 21 buts, Kane termine 2e meilleur buteur du championnat d'Angleterre
- Harry Kane est élu Jeune joueur de l'année PFA (en) du championnat d'Angleterre à la fin de la saison.

## Coupe d'Angleterre
| Date         | Match            | Adversaire     | Lieu | Score | Buteurs de Tottenham Hotspur                        | Public |
| ------------ | ---------------- | -------------- | ---- | ----- | --------------------------------------------------- | ------ |
| 16 août 2014 | 3e tour          | Burnley FC     | Ext. | 1 - 1 | Chadli 52e                                          | 9 348  |
| 24 août 2014 | 3e tour (replay) | Burnley FC     | Dom. | 4 - 2 | Paulinho 10e, Capoue 45+2e, Chiricheș 49e, Rose 52e | 24 367 |
| 31 août 2014 | 4e tour          | Leicester City | Dom. | 1 - 2 | Townsend 19e (pen.)                                 | 35 548 |

## Parcours en League Cup
Tottenham Hotspur atteint sa 8e finale de League Cup, sept ans après la dernière, après avoir éliminé Nottingham Forest, Brighton, Newcastle et Sheffield United. Cependant, le 1er mars 2015 à Wembley, les Spurs perdent contre Chelsea sur le score de 2-0.

## Ligue Europa

### Phase de groupes
Groupe C
| Rang | Équipe            | Pts | J | G | N | P | Bp | Bc | Diff |  | Résultats (▼ dom., ► ext.) |     |     |     |     |
| ---- | ----------------- | --- | - | - | - | - | -- | -- | ---- |  | -------------------------- | --- | --- | --- | --- |
| 1    | Beşiktaş          | 12  | 6 | 3 | 3 | 0 | 11 | 5  | +6   |  | Beşiktaş                   |     | 1-0 | 1-1 | 2-1 |
| 2    | Tottenham Hotspur | 11  | 6 | 3 | 2 | 1 | 9  | 4  | +5   |  | Tottenham Hotspur          | 1-1 |     | 5-1 | 1-0 |
| 3    | Asteras Tripolis  | 6   | 6 | 1 | 3 | 2 | 7  | 10 | -3   |  | Asteras Tripolis           | 2-2 | 1-2 |     | 2-0 |
| 4    | Partizan Belgrade | 2   | 6 | 0 | 2 | 4 | 1  | 9  | -8   |  | Partizan Belgrade          | 0-4 | 0-0 | 0-0 |     |

## Statistiques

### Meilleurs buteurs
| Class. | Pos.   | No     | Joueur             | Premier League | FA Cup | League Cup | Ligue Europa | Total |
| ------ | ------ | ------ | ------------------ | -------------- | ------ | ---------- | ------------ | ----- |
| 1      | ST     | 18     | Harry Kane         | 21             | 0      | 3          | 7            | 31    |
| 2      | MF     | 22     | Nacer Chadli       | 11             | 1      | 1          | 0            | 13    |
| 3      | MF     | 23     | Christian Eriksen  | 10             | 0      | 2          | 0            | 12    |
| 4      | MF     | 17     | Andros Townsend    | 2              | 1      | 1          | 2            | 6     |
| 5      | ST     | 9      | Roberto Soldado    | 1              | 0      | 2          | 2            | 5     |
| 5      | MF     | 11     | Erik Lamela        | 2              | 0      | 1          | 2            | 5     |
| 7      | DF     | 3      | Danny Rose         | 3              | 1      | 0          | 0            | 4     |
| 8      | MF     | 8      | Paulinho           | 0              | 1      | 0          | 1            | 2     |
| 8      | ST     | dix    | Emmanuel Adebayor  | 2              | 0      | 0          | 0            | 2     |
| 8      | DF     | 15     | Eric Dier          | 2              | 0      | 0          | 0            | 2     |
| 8      | MF     | 38     | Ryan Mason         | 1              | 0      | 1          | 0            | 2     |
| 12     | DF     | 6      | Vlad Chiricheș     | 0              | 1      | 0          | 0            | 1     |
| 12     | MF     | 19     | Mousa Dembélé      | 1              | 0      | 0          | 0            | 1     |
| 12     | MF     | 25     | Benjamin Stambouli | 0              | 0      | 0          | 1            | 1     |
| 12     | MF     | 29     | Étienne Capoue     | 0              | 1      | 0          | 0            | 1     |
| 12     | MF     | 42     | Nabil Bentaleb     | 0              | 0      | 1          | 0            | 1     |
| TOTAUX | TOTAUX | TOTAUX | TOTAUX             | 56             | 6      | 12         | 15           | 89    |

### Clean sheets
| Class. | No     | Joueur      | Premier League | FA Cup | League Cup | Ligue Europa | Total |
| ------ | ------ | ----------- | -------------- | ------ | ---------- | ------------ | ----- |
| 1      | 1      | Hugo Lloris | 8              | 0      | 0          | 3            | 11    |
| 2      | 13     | Michel Vorm | 1              | 0      | 3          | 0            | 4     |
| TOTAUX | TOTAUX | TOTAUX      | 9              | 0      | 3          | 3            | 15    |